# Hipopótamo come enano
«Hipopótamo come enano» (en inglés: Hippo eats dwarf) es el título de un artículo de prensa que afirma que un hipopótamo se comió accidentalmente a un enano. La leyenda urbana circula a través de Internet desde mediados de los años noventa. Muchos periódicos impresos han sido engañados para publicar la historia como un hecho.

## Marco
La historia cuenta que ocurrió un extraño accidente en un circo durante un acto en el que un enano rebotaba en un trampolín. El enano saltó de lado del trampolín justo en el momento en que un hipopótamo comenzaba a bostezar. El enano aterrizó en la boca bostezante del hipopótamo y fue tragado entero de forma abrupta y accidental. El público aplaudió hasta que se dieron cuenta de que esto no era parte del espectáculo y se produjo el verdadero horror.
Euan Ferguson, escribiendo en The Observer en 2003, dijo que la historia es una maravillosa metáfora de la realidad de que «la vida no es segura. No se puede planificar para un desastre. El hipopótamo puede atraparte en cualquier momento».

## Historia
Según Snopes, la noticia falsa comenzó a circular en Internet con una publicación de Usenet en 1994. La historia fue supuestamente tomada de la revista National Lampoon que a su vez, según Snopes, la atribuyó a The Vegas Sun. Sin embargo, según Alex Boese, la historia no se puede encontrar en los números anteriores de The Vegas Sun o National Lampoon.
La historia original estaba ambientada en un circo austríaco, el hipopótamo se llamaba Hilda y el enano se llamaba Franz Dasch. En 1999, apareció una nueva versión de la historia en el Pattaya Mail de Tailandia. El escenario había cambiado al norte de Tailandia y el hipopótamo se llamaba Od. La historia de Pattaya Mail fue reeditada por varios periódicos australianos, incluidos The Daily Telegraph. La historia llegó al Reino Unido en Manchester Evening News.

## En comedia
Karl Pilkington, de The Ricky Gervais Show, una vez contó la historia en un segmento llamado «Educando a Ricky» en 2002 en el que Karl creía que la historia era cierta. Esto llevó a Ricky Gervais y Stephen Merchant a reír histéricamente.
El comediante Lewis Black hizo referencia a él en una broma durante en un stand up.
El sitio de comedia Funny or Die publicó una versión cómica de la historia en 2009.

## Libro
Un libro titulado Hippo Eats Dwarf: A Field Guide to Hoaxes and Other BS, escrito por Alex Boese, toma su nombre del popular engaño. Fue publicado en 2006.